# Hélène Rounder
Hélène Rounder, née le 15 février 1922 à Paris et morte le 14 avril 1972 à Marseille, est une résistante française, déportée à Auschwitz, qui fait partie de l'Orchestre des femmes d'Auschwitz sous le nom de « la petite Hélène ».

## Biographie

### Jeunesse

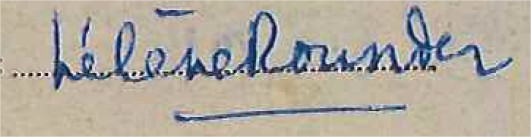
Signature d'Hélène Rounder.

Hélène Rounder naît le 15 février 1922 dans le 12e arrondissement de Paris,. Elle est la fille de Wessan Marc dit Max Rounder (né le 6 juin 1890 à Ostrow (Ostrów Wielkopolski), en Pologne et mort en 1942 à Auschwitz) et de Léja dite Louise Ber (1892-1942), deux immigrés juifs, polonais et russe, arrivés en France au début du XXe siècle. Ceux-ci se sont mariés à Royan (Charente-Maritime) en 1933 où la famille passe quelques années,,. Hélène grandit au 24 rue des Ternes dans le 17e arrondissement de Paris puis au 104 ou au 107  rue de Châtillon à Montrouge, avec son aînée Marie Rounder (1913-2000). Son père est tailleur, sa mère aide à l'atelier du 197 rue Championnet dans le 18e arrondissement de Paris. Hélène est naturalisée française.

### Parcours de résistante et déportation
En 1937, Hélène a 15 ans et écrit au courrier des enfants du quotidien communiste L'Humanité,,. Quand elle commence ses études à la Faculté des lettres de Paris, elle milite aux Étudiants communistes. Elle participe à la manifestation du 11 novembre 1940 à l'Arc de triomphe, en commémoration de l'armistice de novembre 1918. Elle est arrêtée une première fois le 27 novembre 1940 à son domicile de Montrouge lors de la vague d'arrestations menées par la brigade spéciale anti-communiste (BS1) à la suite de l’affaire dite de la « bibliothèque Mazarine », où des tracts de propagande communiste, destinés aux étudiants, étaient insérés dans les livres. Dix-neuf étudiants communistes dont Jean Commère, Gisèle Vallepin (épouse Commère), Maurice Delon, Claude Lalet, Eugénie Lory (épouse Lalet), Jean Rozinoer, René Revel, Pierre Kast, Bernard Kirschen, Jules Bresson, Jean Trouble, Raymond Guglielmo, Paulette Levy, Jean Levy, Jean Gros, Olivier Souef,, Pierre Daix, Jeanne Brunschwig sont arrêtés et inculpés de propagande communiste.
Elle est incarcérée à la prison de la Roquette, à Paris, du 29 novembre 1940 au 2 mars 1941.
Elle est condamnée le 2 mars 1941 à 3 mois d’emprisonnement par la 15e Chambre du tribunal de première instance de la Seine pour propagande communiste en infraction au décret du 26 septembre 1939 et libérée le jour même car elle avait purgé sa peine pendant son incarcération préventive. Elle reprend immédiatement ses activités de résistante.
À partir de mars 1942, onze inspecteurs de la brigade spéciale BS1 entament la filature méthodique des militants engagés dans l’impression et la diffusion de journaux et de tracts communistes (Affaire Arthur Tintelin). André Diez dit Dédé le boiteux, un des responsables de l’organisation, est arrêté le 18 juin 1942, tout comme Yvonne Picard, qui sera déportée à Auschwitz. Hélène Rounder, dont le nom apparait dans les documents d'André Diez est arrêtée le 26 juin 1942 à son domicile. Au total une soixantaine de personnes sont appréhendées et certaines torturées.
Hélène Rounder est enfermée à la prison de Fresnes, puis au dépôt de la préfecture de police de Paris du 26 juin 1942 au 3 août 1942, et enfin au fort de Romainville du 3 août 1942 au 1er septembre 1942. Les autorités allemandes l’ayant identifiée comme juive, elle est séparée de ses camarades communistes et internée au camp de Drancy du 1er septembre 1942 au 18 juillet 1943, où elle travaille comme enseignante pour les enfants du camp, puis aux "effectifs" (rédactrice de carte d'internés).
Depuis Drancy, elle est déportée le 18 juillet 1943 par le convoi no 57 au départ de la gare de Bobigny. À son arrivée à Auschwitz, le 21 juillet 1943, elle est tatouée avec le numéro de matricule 50290 et un triangle pointe en bas sous ce numéro. Elle a 21 ans.
Hélène Rounder échappe à l'extermination après avoir été recrutée dans l’orchestre des femmes d’Auschwitz en tant que violoniste et copiste. Elle y retrouve d’autres Françaises dont Claire Monis et Fanny Ruback qui survivront également. On retrouve sa trace sous le nom de « la petite Hélène » parmi les membres de toute nationalité de cet orchestre, ainsi qu’un permis de travail (Arbeitseinsatzkarten) dans les archives de l’ITS Arolsen et du musée d'Auschwitz-Bikenau. Les survivantes sont transférées le 31 octobre 1944, au camp de Bergen-Belsen, où elles arrivent le 2 novembre 1944. Le camp est libéré le 15 avril 1945 par l'armée britannique.
Rapatriée à Paris par avion le 4 juin 1945, Hélène Rounder retrouve pour quelques mois sa sœur Marie en Seine et Marne : Celle-ci ne la reconnaît pas - Hélène est atteinte de scorbut. Leur mère Louise est décédée d'un cancer le 28 mars 1942 à Paris dans un hospice proche de la cité internationale universitaire de Paris. Leur père, arrêté peu après elle dans la rafle du Vel d'Hiv, a été déporté par le convoi no 7 du 19 juillet 1942 et gazé à son arrivée à Auschwitz le 24 juillet 1942. L'entreprise familiale a été aryanisée.

### Après guerre
Au sortir de la guerre, Hélène s’engage dans l’armée française pour une courte période de 2 ans avec un poste à Berlin comme attachée « traducteur rédacteur » 1re classe au groupe français du Conseil de Contrôle (division de l'Agriculture et du Ravitaillement).
Elle obtient son certificat d’appartenance aux FFI en 1950 en raison de son appartenance au FFC – réseau Front National – de juillet 1940 au 28 novembre 1940, puis du 1er mars 1941 au 24 juin 1942. Elle reçoit le statut de « déportée politique », mais sa demande de « déportée résistante » arrive après les délais légaux (forclusion en 1951).
Elle obtient sa licence de lettres de la faculté de Paris en 1952, après avoir repris ses études commencées en 1941.
Hélène s’engage dans une association vouée aux enfants : le centre international de l'enfance, situé à l'époque au Château de Longchamp, dans le 16e arrondissement de Paris, en tant que secrétaire de direction bilingue entre le 1er avril 1950 et le 31 octobre 1953. Elle part quelques jours en mission à Brazzaville au Congo.
Elle se marie à Marseille avec Lucien Diatkine en 1955 et emménage à la cité radieuse de LeCorbusier. Le couple n'aura pas d'enfant. Elle obtient sa licence d’anglais à l’université d’Aix-en-Provence. Elle parle aussi l’allemand, notamment avec une réfugiée allemande d’après-guerre en provenance de Leipzig : frau Martha Möler.
Elle garde toujours un violon avec elle à Marseille mais n'en jouera plus, préférant l'harmonica. Attirée par les Beaux-Arts – elle dessine très bien – elle fréquente les milieux artistiques et a des amis architectes.
Toujours proche de Violette Jacquet-Silberstein qui faisait partie avec elle de l’orchestre des femmes d’Auschwitz, elle l’écoute chanter régulièrement dans les restaurants de la Côte d’Azur, notamment à Cassis, l’été, au bistrot « Chez Tania », dans la calanque de Figuerolles, où Violette assure une ambiance musicale tsigane et russe.
Hélène poursuit son engagement social auprès de l'ORT France, institution juive d'éducation et de formation, créée en 1921, et participe au jumelage des villes de Marseille et de Haïfa en Israël. En 1967, juste après « la guerre des 6 jours », elle se rend en Israël revoir ses amis peintres : Kurt Heinberg et son épouse, mais aussi l’ancien consul d'Israël rencontré à Marseille : Avner Arazi.

### Mort
Hélène meurt à Marseille le 14 avril 1972 des suites d'un cancer du sein. Son nom a été gravé sur le Mur des Noms au Mémorial de la Shoah rue Geoffroy-l’Asnier à Paris (IVe arr.), dalle no 39, colonne no 13, rangée no 3.